# 水苋菜
水苋菜（学名：Ammannia baccifera）为千屈菜科水苋菜属下的一个种。